# 巴拉諾阿
巴拉諾阿是哥倫比亞的城鎮，位於該國北部，由大西洋省負責管轄，距離首府巴蘭基亞20公里，始建於1543年7月26日，面積127平方公里，海拔高度100米，2005年人口50,261。

## 外部連結
- （西班牙文） Municipality of Baranoa, website （页面存档备份，存于）

10°48′N 74°55′W / 10.800°N 74.917°W